# Sphaerosyllis labyrinthophila
Sphaerosyllis labyrinthophila är en ringmaskart som beskrevs av Gardiner och Wilson 1979. Sphaerosyllis labyrinthophila ingår i släktet Sphaerosyllis och familjen Syllidae. Inga underarter finns listade i Catalogue of Life.